# سامسونگ گلکسی نوت
سامسونگ گَلِکسی نوت (به انگلیسی: Samsung Galaxy Note) (که به‌طور غیررسمی به عنوان گلکسی نوت ۱، اولین گلکسی نوت یا گلکسی نوت اصلی شناخته می‌شود) یک فبلت رده بالای مبتنی بر اندروید از سری گلکسی نوت، محصولی از سامسونگ است که در اکتبر ۲۰۱۱ توسط شرکت سامسونگ رونمایی شد. این گوشی در IFA برلین ۲۰۱۱ رونمایی شد و اولین بار در اواخر اکتبر ۲۰۱۱ در آلمان منتشر شد و پس از آن در سایر کشورها نیز عرضه شد. گلکسی نوت به دلیل شکل غیرمعمول بزرگ خود - که بعداً با استفاده از اصطلاح «فبلت» به آن اشاره شد - متمایز بود که اندازه یک گوشی هوشمند متوسط در آن زمان و یک تبلت کوچک را در بر می‌گرفت: این گوشی دارای یک صفحه نمایش ۵٫۳ اینچی است و با یک قلم که با نام تجاری «اس پن» همراه است و می‌تواند برای پیمایش رابط کاربری دستگاه و نوشتن یا ترسیم در برنامه‌های پشتیبانی شده استفاده شود.

## ویژگی‌ها
- پشتیبانی چهاربانده از GSM و سه بانده از 3G
- پشتیبانی از HSDPA با سرعت ۲۱ مگابیت بر ثانیه و HSUPA با سرعت ۵٫۷۶ مگابیت بر ثانیه
- صفحه نمایش تمام لمسی خازنی ۵٫۳ اینچی Super AMOLED با قابلیت نمایش ۱۶ میلیون رنگ و پشتیبانی از رزولوشن ۱۲۸۰×۸۰۰(hd) با تراکم پیکسلی ۲۸۵
- سیستم عامل اندروید ۲٫۳ به همراه رابط کاربری TouchWiz 4 (قابل‌ارتقا به اندروید نسخه ۴٫۰ و ۴٫۱)
- پردازنده دو هسته‌ای ۱٫۴ گیگاهرتزی Cortex A9، شتاب‌دهنده گرافیکی Mali-400MP، تراشه Exynos و یک گیگابایت حافظه RAM
- دوربین هشت مگاپیکسلی با لنز واید و فوکوس خودکار، فلاش LED، سیستم تشخیص چهره، لبخند و چشمک
- ضبط ویدئویی HD 1080p با نرخ ۳۰ فریم بر ثانیه
- پشتیبانی دو بانده از Wi-Fi 802.11 b/g/n
- GPS به همراه عملکرد AGPS، قطب‌نمای دیجیتال
- حافظه داخلی ۱۶/۳۲ گیگابایتی، اسلات کارت حافظه microSD تا ۳۲ گیگابایت (۶۴ گیگابایت SDXC)
- سنسورهای شتاب سنج، ژیروسکوپ و مجاورت
- سوکت صوتی استاندارد ۳٫۵ میلی‌متری
- امکان شارژ از طریق پورت microUSB با قابلیت USB Host، و تبدیل آن به خروجی تلویزیون با (پشتیبانی از پخش 1080p با استفاده از MHL)
- بلوتوث استریو v3.0
- رادیو اف ام با RDS
- کیفیت صدای فوق‌العاده
- بدنه باریک (ضخامت ۹٫۷ میلی‌متری) و وزن معقول ۱۷۸ گرم
- دوربین ثانویه دو مگاپیکسلی برای برقراری تماس‌های ویدئویی
- پشتیبانی کامل از فلش، بهره‌گیری از شتاب‌دهنده گرافیکی در مرورگر وب و فراهم آوردن امکان پخش ویدئویی 1080p در آن
- پشتیبانی از NFC اختیاری، با به روز رسانی نرم‌افزاری
- ویرایشگر اسناد آفیس
- نصب بودن پیش فرض File Manager
- پشتیبانی فوق‌العاده از فرمت‌های ویدئویی
- باتری ۲۵۰۰ میلی‌آمپر

## مدل‌ها
چندین مدل مختلف از گلکسی نوت فروخته شد که اکثر مدل‌ها فقط در پشتیبانی از انواع و باندهای شبکه منطقه‌ای متفاوت بودند. در برخی مناطق، سیستم روی تراشه اگزینوس با مدل کوالکام اسنپ‌دراگون S3 جایگزین شد، در حالی که یک مدل با قابلیت LTE در آمریکای شمالی فروخته شد که دارای تغییرات طراحی قابل توجهی نیز بود. (برخی از تلفن‌های گلکسی نوت در منطقه آمریکای شمالی فقط از دکمه‌های خازنی برای کلید خانه، منو و بازگشت استفاده می‌کردند. همچنین یک دکمه خازنی برای کلید جستجو وجود داشت.)
| مدل             | کشور            | اپراتور          | شبکه                                      | چیپست                 | دیگر                                                             |
| --------------- | --------------- | ---------------- | ----------------------------------------- | --------------------- | ---------------------------------------------------------------- |
| GT-N7000        | بین‌المللی       |                  | WCDMA + GSM                               | اگزینوس ۴۲۱۰          | رادیو اف‌ام                                                       |
| GT-N7000B       | استرالیا تایلند |                  | UMTS 850/2100 + GSM                       | اگزینوس ۴۲۱۰          | رادیو اف‌ام                                                       |
| GT-N7005        | هنگ کنگ سنگاپور |                  | LTE + WCDMA + GSM                         | اسنپدراگون S3 APQ8060 | ۴ دکمه‌ای                                                         |
| SHV-E160K       | کره جنوبی       | کی‌تی             | LTE + WCDMA + GSM                         | اسنپدراگون S3 APQ8060 | T-DMB ، ۲ باتری، شارژر باتری                                     |
| SHV-E160S       | کره جنوبی       | اس‌کی تلکام       | LTE + WCDMA + GSM                         | اسنپدراگون S3 APQ8060 | T-DMB ، ۲ باتری، شارژر باتری                                     |
| SHV-E160L       | کره جنوبی       | ال‌جی یوپلاس      | LTE + WCDMA + GSM + CDMA2000 EV-DO نسخه A | اسنپدراگون S3 MSM8660 | T-DMB ، ۲ باتری، شارژر باتری                                     |
| SC-05D SGH-N054 | ژاپن            | ان‌تی‌تی دوکومو    | LTE + WCDMA + GSM                         | اسنپدراگون S3 APQ8060 | 1-Seg TV، NTT DoCoMo Palette UI                                  |
| SGH-i717        | ایالات متحده    | ای‌تی اند تی      | LTE + WCDMA + GSM                         | اسنپدراگون S3 APQ8060 | بدون هدفون، ۴ دکمه‌ای                                             |
| SGH-i717i       | کانادا          |                  | LTE + WCDMA + GSM                         | اسنپدراگون S3 APQ8060 | ۴ دکمه‌ای                                                         |
| SGH-T879        | ایالات متحده    | تی-موبایل آمریکا | WCDMA + GSM                               | اسنپدراگون S3 APQ8060 | ۴ دکمه‌ای                                                         |
| GT-i9220        | چین             | چاینا یونی‌کام    | WCDMA + GSM                               | اگزینوس ۴۲۱۰          | فاقد سرویس گوگل، رادیو FM                                        |
| GT-i9228        | چین             | چاینا موبایل     | TD-SCDMA + GSM                            | اگزینوس ۴۲۱۰          | فاقد سرویس گوگل، رادیو FM                                        |
| SCH-I889        | چین             | چاینا تلکام      | CDMA2000 EV-DO نسخه A + GSM               | اگزینوس ۴۲۱۰          | سرویس گوگل، دو سیم‌کارت، اسلات R-UIM (سیم‌کارت CDMA2000)، رادیو FM |

سامسونگ مجموعه‌ای از لوازم جانبی مانند کاور صفحه نمایش گیره‌دار (که جایگزین پنل پشتی می‌شود)، داک استیشن و شارژرها و قلم‌های یدکی را در دسترس قرار داده است. 